# Herman H. Taylor

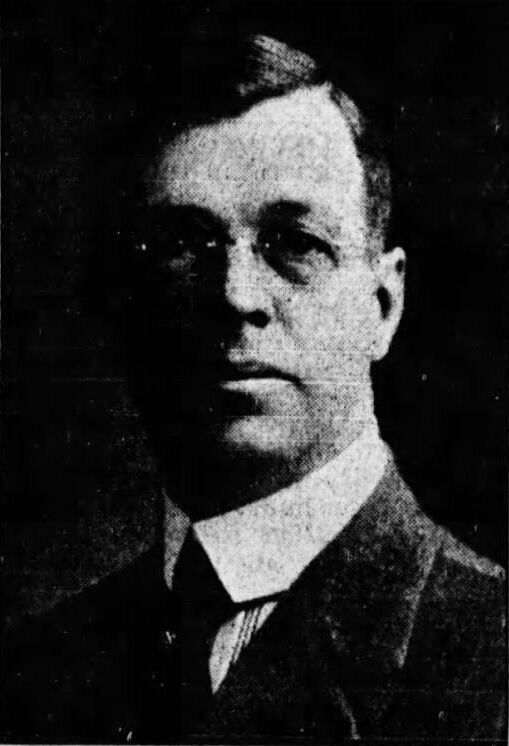
Herman H. Taylor (1916)

Herman Henry Taylor (* 6. Dezember 1877 in Wisconsin; † 22. Februar 1929 in Boise, Idaho) war ein US-amerikanischer Politiker. Zwischen 1913 und 1917 war er Vizegouverneur des Bundesstaates Idaho.

## Werdegang
Über die Jugend und Schulausbildung von Herman Taylor ist nichts überliefert. Er muss aber Jura studiert haben, weil er später als Richter fungierte. Er kam zu einem nicht überlieferten Zeitpunkt nach Idaho, wo er als Mitglied der Republikanischen Partei eine politische Laufbahn einschlug. 1912 wurde er an der Seite von John M. Haines zum Vizegouverneur von Idaho gewählt. Dieses Amt bekleidete er nach einer Wiederwahl zwischen dem 5. Januar 1913 und dem 1. Januar 1917. Dabei war er Stellvertreter des Gouverneurs und Vorsitzender des Staatssenats. Seit 1915 diente er unter dem neuen Gouverneur Moses Alexander.
Seit 1925 bis zu seinem Tod war Herman Taylor Richter am Idaho Supreme Court. Er starb am 22. Februar 1929 in Boise. Mit seiner 1917 verstorbenen Frau Katherine hatte er eine Tochter.